# San Antonio Challenger 1999
Il San Antonio Challenger 1999 è stato un torneo di tennis facente parte della categoria ATP Challenger Series nell'ambito dell'ATP Challenger Series 1999. Il torneo si è giocato a San Antonio negli Stati Uniti dal 27 settembre al 3 ottobre 1999 su campi in cemento.

## Vincitori

### Singolare
Mark Knowles ha battuto in finale  Cristiano Caratti con il punteggio di 6–4, 3–6, 6–1

### Doppio
Mitch Sprengelmeyer /  Jason Weir-Smith hanno battuto in finale  Andrew Painter /  Byron Talbot con il punteggio di 6–3, 7–6